# رينولد بارتل
رينولد بارتل (بالألمانية: Reinhold Bartel)‏ هو مغني ومغني أوبرا ألماني، ولد في 1 مارس 1926 في ترير في ألمانيا، وتوفي في 10 أغسطس 1996 في فيسبادن في ألمانيا.